# Crataegus carrollensis
Crataegus carrollensis är en rosväxtart som beskrevs av Charles Sprague Sargent. Crataegus carrollensis ingår i hagtornssläktet som ingår i familjen rosväxter. Inga underarter finns listade i Catalogue of Life.